# Michalovice (hrad)
Michalovice jsou zřícenina hradu nad řekou Jizerou 3 km severozápadně od města Mladá Boleslav. Hrad založený ve druhé polovině 13. století rozvětveným rodem Markvarticů stál na strmém trojúhelníkovém ostrohu v nadmořské výšce 250 metrů. Od roku 1967 je chráněn jako kulturní památka.

## Páni z Michalovic
Páni z Michalovic se v dobových listinách objevují poprvé v roce 1281 a jedná se o rod velmi významný. Jedním z prvních známých členů rodu je Jan z Michalovic, zdatný a slavný harcovník po rytířských turnajích, opěvovaný v oslavné básni Ulricha z Freiberga. Zúčastnil se celé řady rytířských turnajů a to nejen doma, na českém území, ale stanul ve šraňcích i v Porýní a ve Francii.
Janovi potomci byli převážně na straně panovníka a patřili mezi předáky české šlechty. V roce 1468 vymřel rod pánů z Michalovic po meči v osobě Jindřicha Kruhlaty z Michalovic v bitvě u Turnova.
Sestra posledního pána z Michalovic Magdaléna byla provdaná za Jana z Tovačovského z Cimburka mladšího. Tovačovští ale na hradě nesídlili, ani jej neudržovali, tudíž se o Michalovicích již v roce 1513 píše jako o opuštěném pustém hradě.

## Stavební podoba
Předhradí Michalovic bylo čtverhranné a chránil ho příkop. Zástavbu neznáme, pouze v jihozápadním nároží se dochoval malý fragment zdiva. Přístupová cesta do hradního jádra překonala druhý příkop, prošla úzkým parkánem a vstoupila na hradní nádvoří. Jeho dominantou je dochovaná věž zvaná Putna, za kterou stál palác na půdorysu písmene L, v jehož jižní stěně se dochovaly pozůstatky dvou prevétů. Zadní a obě boční strany jádra obíhal široký parkán.
Věž Putna měla původně dva vstupy. Jeden vedl do prvního patra, odkud bylo možné otvorem v podlaze vstoupit do přízemí. Druhý vstup vedl do druhého patra, odkud vedla chodbička v síle zdi do třetího patra. Místnosti v prvním a druhém patře byly zaklenuté kupolí. Náklon věže je způsoben podkopáním v 19. století. Věž se potom roztrhla a naklonila. Říká se, že to zavinili hledači pokladu, který byl podle pověsti někde u věže zakopán. V roce 1935 pracovníci Československých drah spojovali oba díly roztržené věže a přímo pod ní našli váček se zhruba 470 stříbrnými mincemi z dob třicetileté války. Od roku 1911 slouží věž i jako rozhledna.[zdroj?]

## Fotogalerie

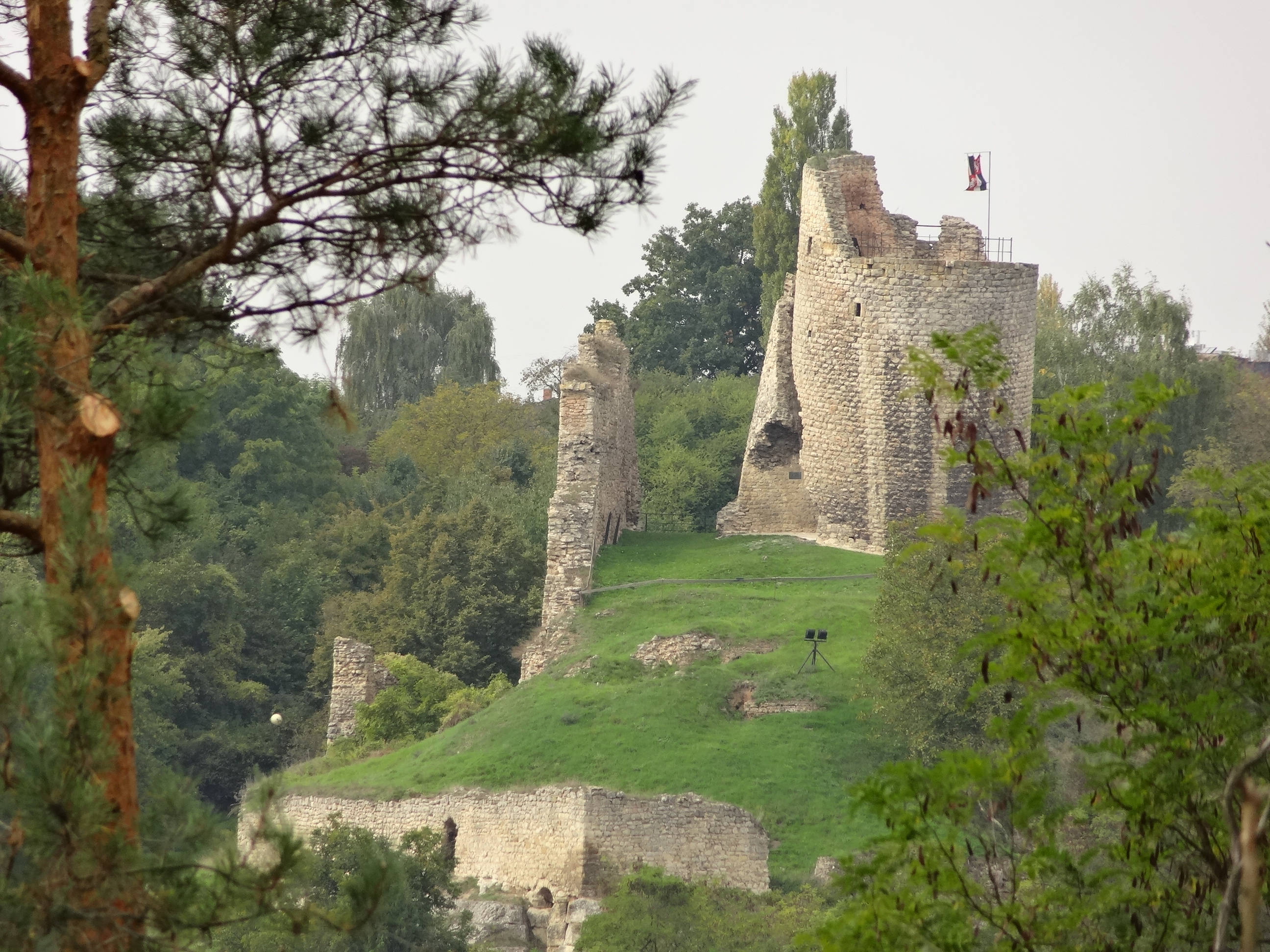
Hradní jádro
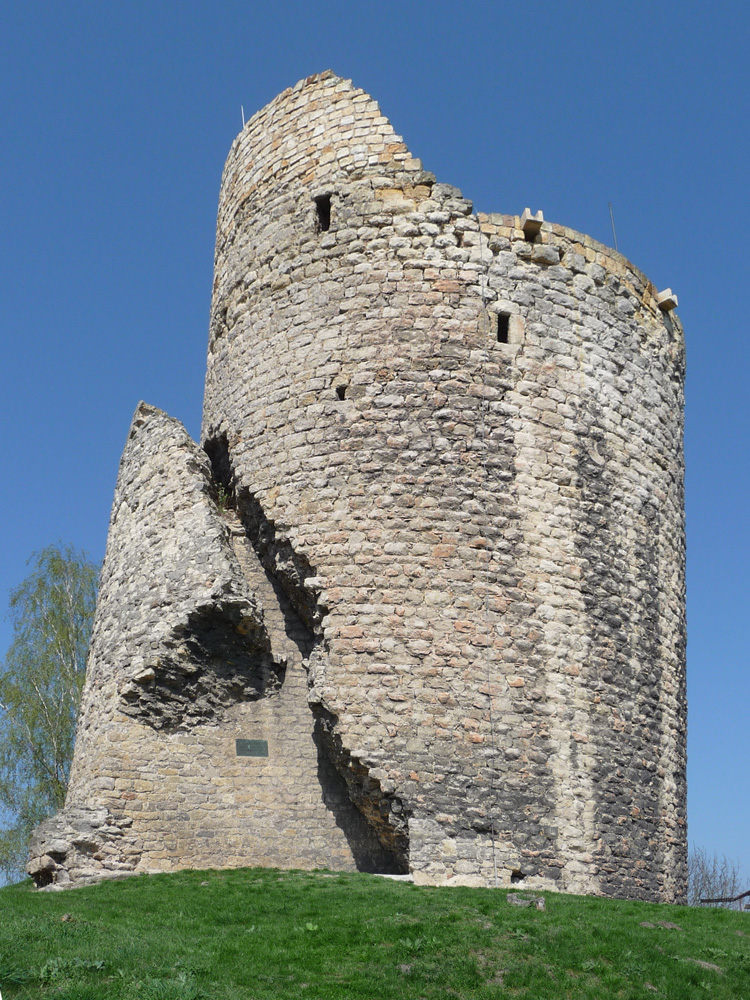
Věž putna
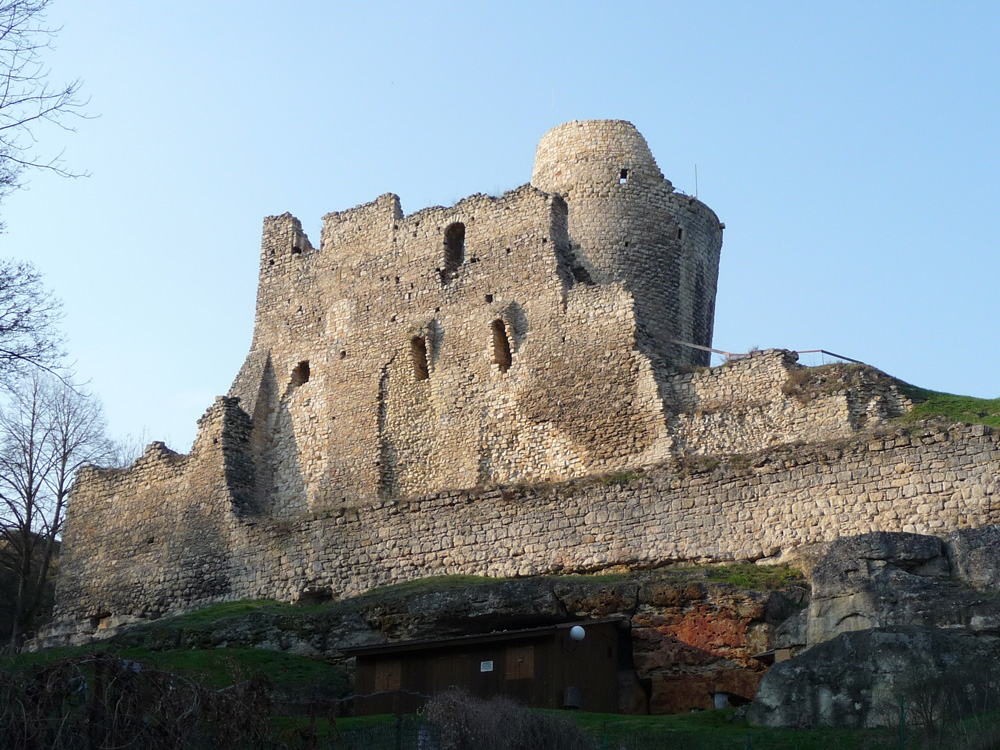
Zeď paláce se zbytky prevétů
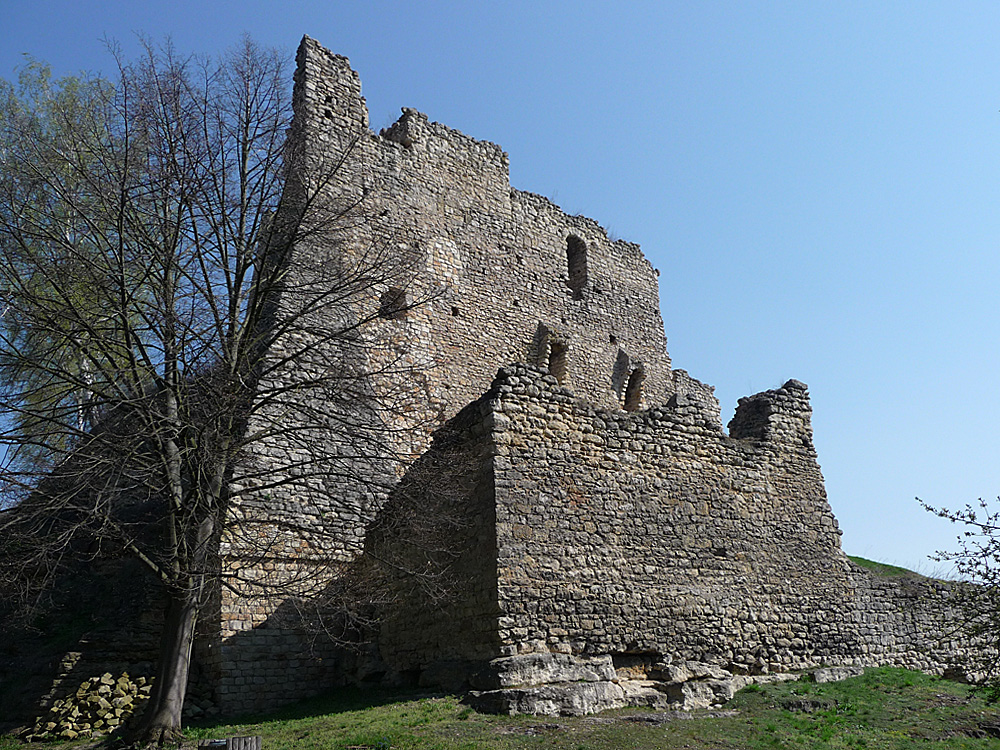
Zeď paláce se zbytky prevétů